# Hakata (stacja kolejowa)
Hakata (jap. 博多駅 Hakata-eki) – stacja kolejowa w Fukuoce w prefekturze Fukuoka w Japonii. Stacja posiada 6 peronów.